# Вина Сан-Марино

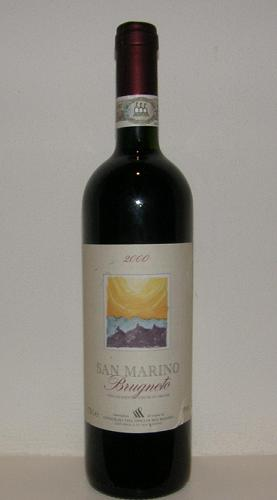
Пляшка вина з Сан-Марино

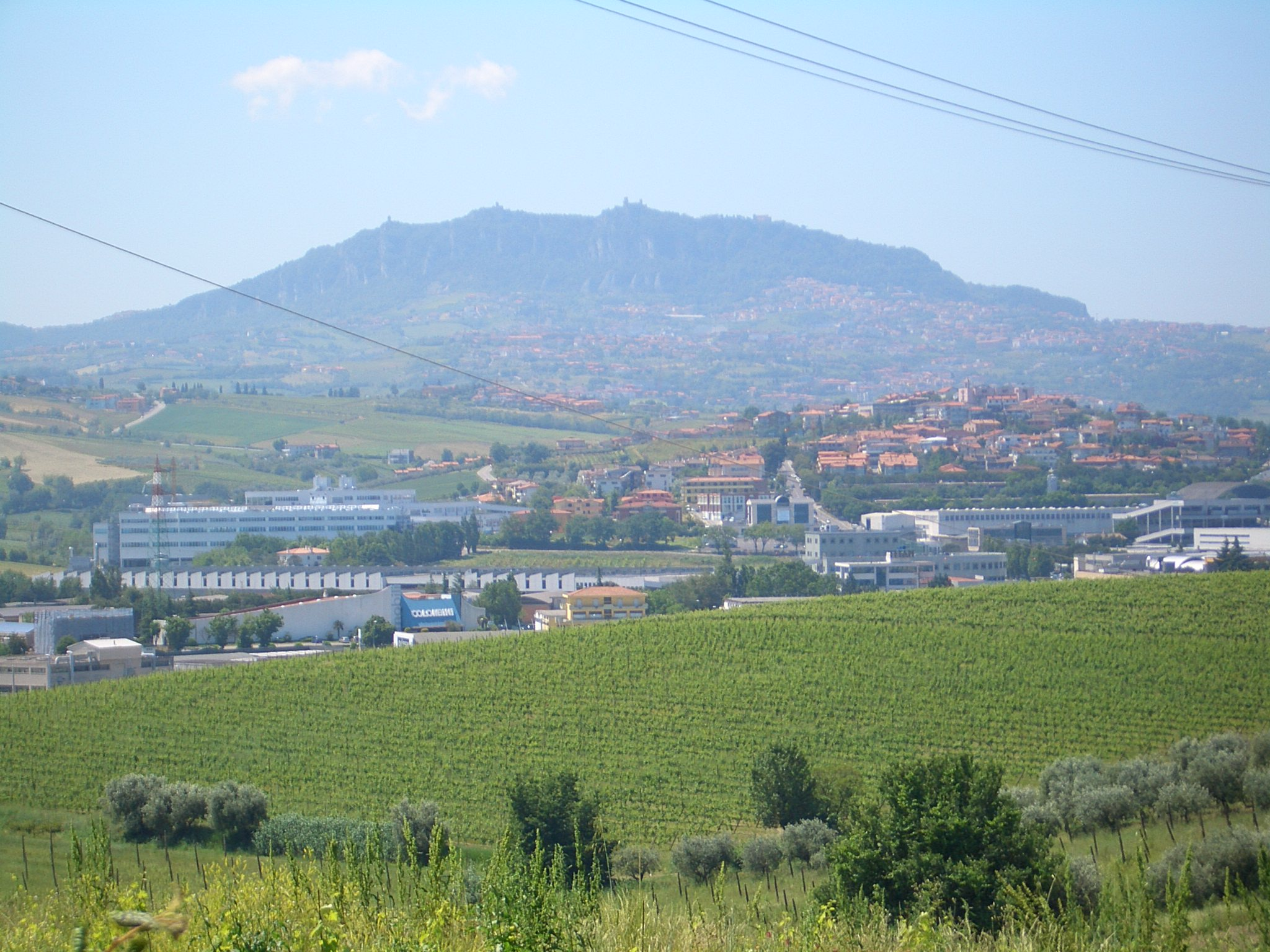
Виноградники біля гори Титано та столиці Сан-Марино

## Вина Сан-Марино
Вина Сан-Марино — виноробство в Сан-Марино є невеликою, але прибутковою галуззю. Це анклав в Італії, і його виноробна продукція часто залишається в тіні значно більших італійських виробників.
Сан-Марино виробляє низку вин, таких як:
- Brugneto і Tessano — витримані червоні вина,
- Biancale і Roncale — білі вина,
- Мускатні вина — «Москато-ді-Сан-Марино», «Мускат Сан-Марино», «Серравалле»,
- Альбана і Санджовезе — традиційні винні сорти,
- L'Oro dei Goti — особлива гордість виноробів Сан-Марино, вино з родзинок.

Приблизно 17% території Сан-Марино використовується для сільського господарства, зокрема для виноробства, яке займає окреме місце в економіці країни.
У кінці 1940-х рр. були виведені декілька сортів мускатного вина, які вирізнялися високою якістю.